# 塞莉亚·科雷斯
塞莉亚·科雷斯（西班牙語：Celia Corres，1964年1月22日—），西班牙女子曲棍球运动员。她曾代表西班牙国家队参加1992年夏季奥林匹克运动会曲棍球比赛，获得一枚金牌。